# Pirengská přehrada
Pirengská přehrada (rusky Пиренгское водохранилище) je přehradní nádrž v Murmanské oblasti v Rusku. Má rozlohu 227 km². Je ze severu na jih 58 km dlouhá a maximálně 8 km široká. Průměrně je hluboké 13 m. Má objem 3 km³.

## Vodní režim
Přehradní hráz byla postavena v roce 1938 na odtoku řeky Pirenga z jezera Dolní Pirenga. Řeka dále tvoří přítok řeky Imandry (povodí Nivy). Úroveň hladiny kolísá v rozsahu 5 m. Vzdutí přehradní nádrže pohltilo jezera Horní Pirenga (83,7 km²), Kamužská Salma (12,4 km²) a Dolní Pirenga (58,5 km²). Nádrž reguluje odtok podle potřeb Nivské kaskády vodních elektráren.